# Penbryn

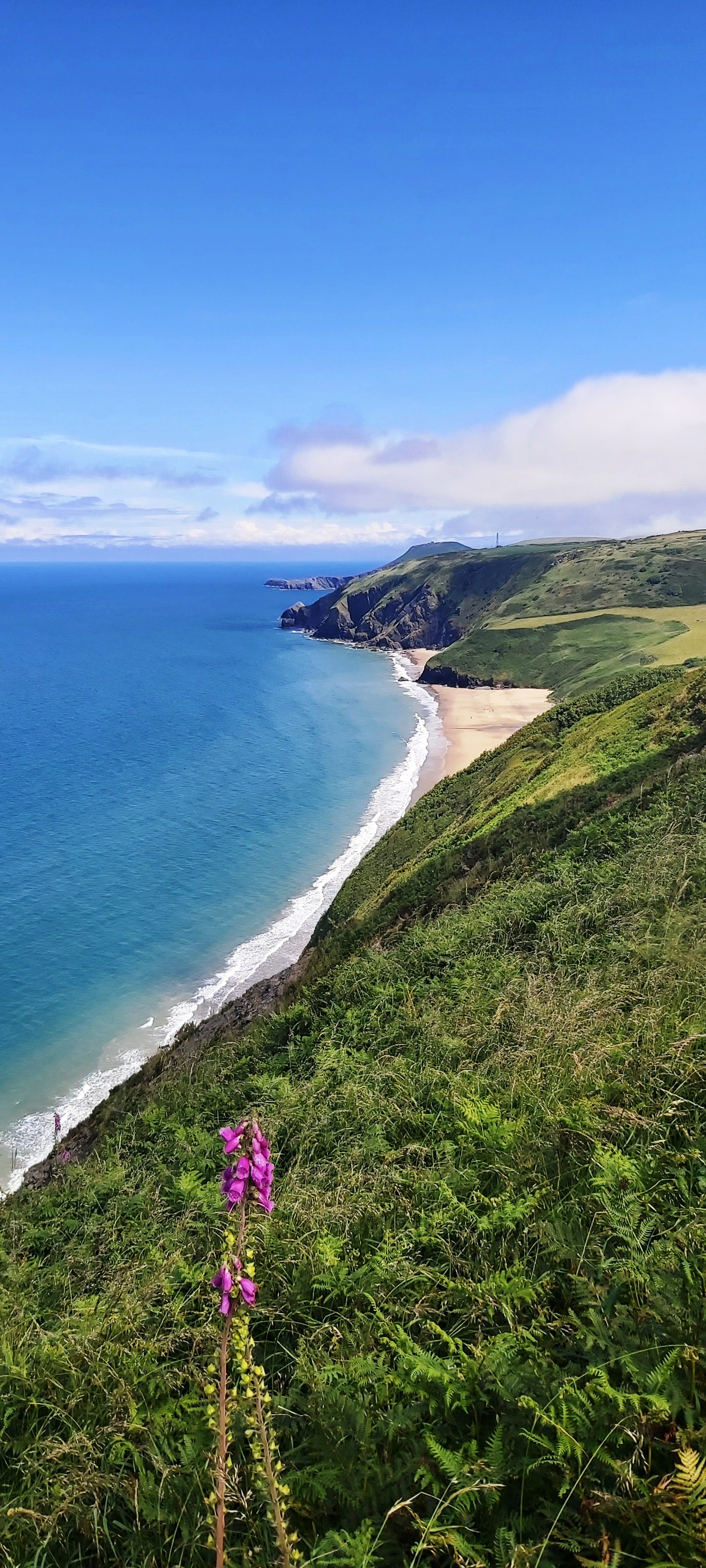
La costa nei pressi di Penbryn

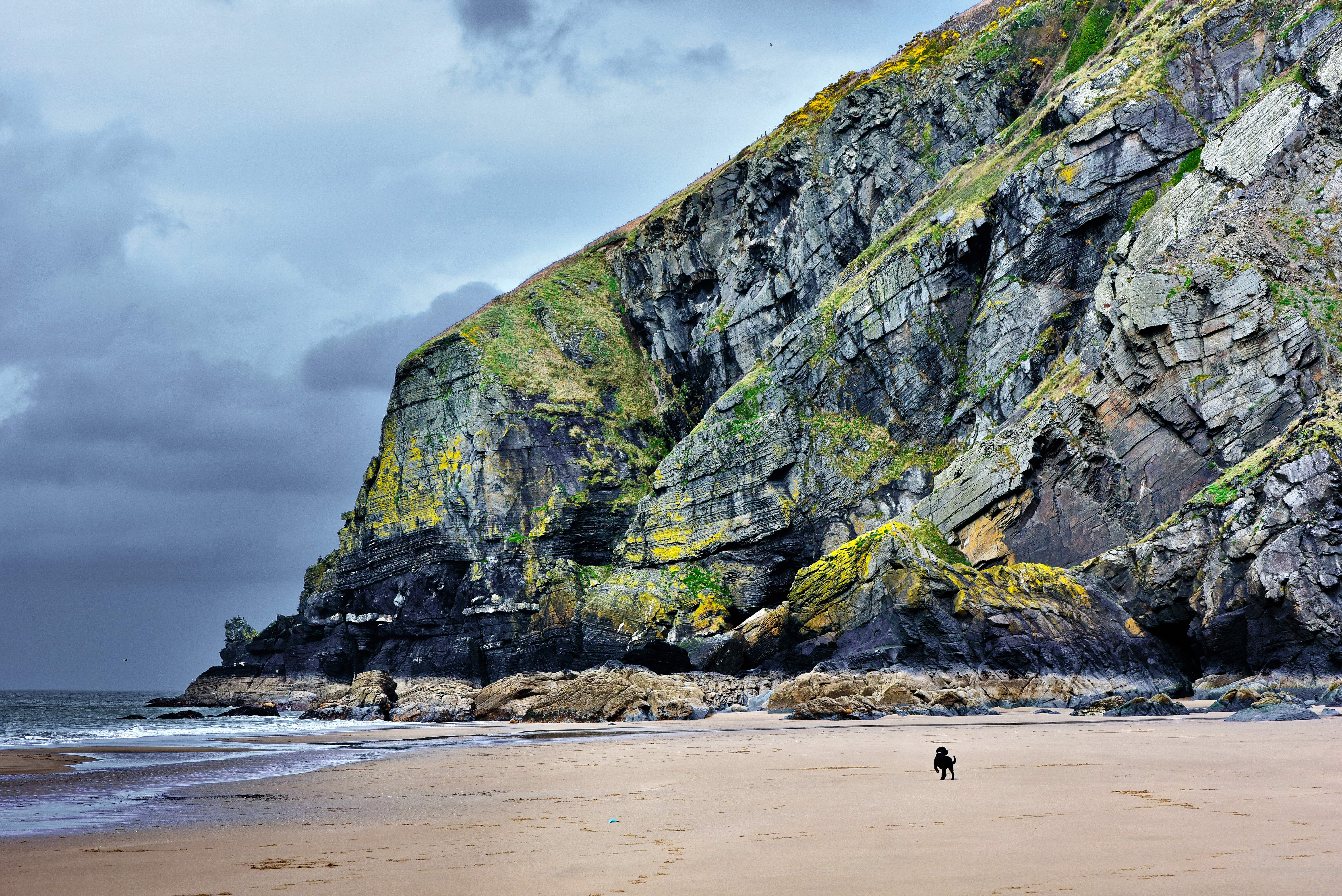
La spiaggia di Penbryn

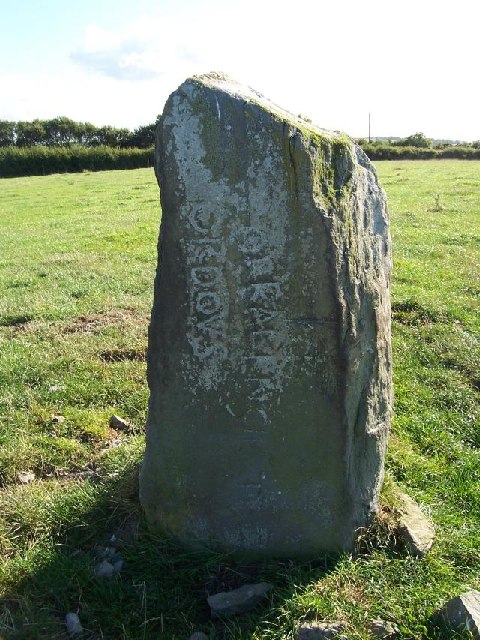
Corbalengi Stone, una pietra con iscrizione celtica a Penbryn

Penbryn è un villaggio con status di community del Galles sud-occidentale, facente parte della contea del Ceredigion (contea tradizionale: Cardiganshire) e affacciato sulla baia di Cardigan (Mare d'Irlanda).  L'intera community conta una popolazione di circa 1200-1300 abitanti.

## Geografia fisica
Il villaggio di Penbryn si trova a nord di Cardigan, tra le località di Aberporth e Llangrannog (rispettivamente a nord della prima e a sud della seconda).
L'intera community occupa un'area di  33,56 km². Nel territorio della community, scorre il fiume Hownant/Hoffnant, che nasce nei pressi del villaggio di Brynhoffnant e si getta nel mare nei pressi della spiaggia di Penbryn.

## Storia
Ancora negli anni quaranta del XIX secolo, buona parte della popolazione che abitava lungo la costa nei pressi di Penbryn era dedita al trasporto marittimo.

## Monumenti e luoghi d'interesse

### Architetture religiose

#### Chiesa di San Michele
Principale edificio religioso di Penbryn è la chiesa di San Michele, edificio classificato di primo grado. La chiesa presenta elementi risalenti al XV, XVII e XIX secolo ed è stata modificata durante un'opera di restauro avvenuta nel 1887.

### Siti archeologici

#### Corbalengi Stone
Altro monumento di Penbryn, è il  Corbalengi Stone, un monolito dell'altezza di 1,4 metri che reca l'iscrizione CORBALENGI IACIT ORDOVS.

### Aree naturali

#### Spiaggia di Penbryn
Altro luogo d'interesse è la spiaggia di Penbryn (Penbryn Beach), posta sotto la gestione del National Trust.

## Società

### Evoluzione demografica

#### Community
Al censimento del 2021, la community di Penbryn contava 1281 abitanti, in maggioranza (661) di sesso femminile.
La popolazione al di sotto dei 18 anni era pari a 173 unità (di cui 102 erano i bambini al di sotto dei 10 anni), mentre la popolazione dai 65 anni in su era pari a 425 unità (di cui 86 erano le persone dagli 80 anni in su). Dei 1281 abitanti totali, 1227 erano nativi del Regno Unito, 32 di Paesi dell'Unione Europea e 12 di Paesi dell'Africa.
La comunità ha conosciuto un lieve incremento demografico rispetto al 2011, quando la popolazione censita era pari a 1270 unità (dato che era in  calo rispetto 2001, quando la popolazione censita era pari a 1283) unità.

## Geografia antropica

### Suddivisioni amministrative
Villaggi della comunità di Penbryn
- Penbryn
- Brynhoffnant
- Glynarthen
- Penmortha
- Presaith
- Sarnau